# Heredeiros da Crus
Heredeiros da Crus es un grupo de rock gallego fundado en 1992 en el municipio coruñés de Ribeira. Se caracterizan por el uso de gheada y seseo, llegando en ocasiones al castrapo, y por su música a ritmo de rock setentero. Sus letras y actuaciones provocadoras han sido objeto constante de polémica, especialmente con grupos feministas y del clero.

## Historia

### Inicios y primer disco (1992-1994)
Heredeiros da Crus surge en Castiñeiras, parroquia del municipio de Ribeira, en 1992 por iniciativa de Tonhito de Poi. Estaba compuesta por 5 chavales: Tuchiño (guitarra y voz), Tonhito de Poi (guitarra rítmica y coros), Javi Maneiro (voz), Avelino Ares (batería) y Juan (bajo). Ensayaban en un gallinero y ese mismo año dieron su primer concierto al aire libre en la Festa da Dorna, tras engañar a la comisión de fiestas diciéndoles que eran un grupo de folk. Poco tiempo después el bajista, que pocas veces se presentaba a ensayar, fue sustituido por Francisco Velo. Posteriormente el puesto de batería sufriría numerosos cambios, Avelino marcharía y dejaría paso a Medín, el batería que más tiempo estuvo en la banda. Pasarían también más tarde los baterías Marcos Otero, Pedro Rodríguez-Trelles y Manu Rey.
En el año 1994 consiguen grabar su primer álbum, A Cuadrilla De Pepa A Loba, y dieron un histórico concierto en Castrelos delante de más de 20.000 personas.

### Consolidación y éxito (1995-2004)
Con un nuevo representante grabaron el disco ¡¡Está que te cajas!! en el año 1995. En el primer tema de este álbum, "Frenaso no calsonsillo", consiguieron la colaboración de Rosendo Mercado. El productor del disco sería Segundo Grandío, bajista de Siniestro Total.
También en ese año colaboraron con dos canciones para el Xabarín Club de la TVG que se incluyeron en el disco 1-2 de A cantar con Xabarín, "Iscalle Lura" e "¡Que jallo é!", del cual este último se hizo un videoclip que otorgó de gran fama al grupo y pasó a formar parte indispensable de sus conciertos.
Su siguiente trabajo fue Criatura, un maxisencillo de solo 4 canciones, y no mucho después publicaron su siguiente álbum Des Minutos.
En el año 1999 graban otro trabajo, Erecsiones Munisipales, donde todas las letras giran en torno a la historia ficticia del candidato a la alcaldía Virgilio Mendes. En el 2000 graban un doble directo con All Right Chicago, un doble CD con los mejores éxitos del grupos grabados en la Festa da Dorna, de nuevo producido por Segundo Grandío. Para el año 2001 aparece Recambios Tucho, un CD no editado con versiones de canciones destacadas de la historia musical, no autorizadas por sus autores.
Durante 12 años los Heredeiros obtienen una gran fama en Galicia, actuando por todo el territorio gallego e incluso fuera, en lugares como Madrid, Nueva York, Londres, Barcelona o Lisboa.

### Separación (2005-2012)
En el 2005 hubo un alto en la actividad de la banda. En dicho año Tonhito dejó el grupo para embarcarse en un nuevo proyecto musical, A Banda de Poi, junto con otros músicos gallegos y portugueses. Tras numerosos problemas la banda se disuelve y Tonhito creó otro grupo, Tonhito de Poi e Rasa Loba.
Por otro lado, Javi Maneiro también formó otro grupo, Jabón Blue, en el que pasó a cantar en castellano y con el que grabó 4 discos hasta su separación. 
También Tuchiño comenzó una carrera fuera de los Heredeiros, colaborando primero con Jabón Blue sustituyendo a uno de sus integrantes durante un tiempo y luego formando su propia banda, Recambios Tucho, que recibe el mismo nombre que aquel disco de versiones de los propios Heredeiros.
Por último, Fran Velo trabajó como guionista en diversos problemas de la TVG mientras continuaba en el mundo de la música con la banda de versiones Mustang y luego como bajista de The Lákazans.

### Regreso y nuevo disco (2013-2018)
A principios de 2012 dieron a conocer su regreso mediante una serie de vídeos de título Volven os máis jrandes, en los que personajes gallegos famosos como Touriñán, Ricardo de Barreiro o Antonio Durán "Morris" hablaban del regreso de los "más grandes", sin decir nunca el nombre del grupo. Poco después anunciaron un concierto en Órdenes para el 3 de marzo de 2012 en la discoteca LP45, donde se acabaron las entradas a las 48 horas y el concierto fue un gran éxito, por lo que en lo que iba a ser un concierto de reunión se acabó convirtiendo en una gira y vuelta definitiva de la banda.
En 2013 publicaron un nuevo disco de estudio, Jard Rock Con Fe y en los siguientes años seguirían girando por toda Galicia y fuera de ella.

### Derretidosy nueva gira (2019-actualidad)
El 11 de octubre de 2019 y después de 6 años del último publican nuevo disco, Derretidos, el décimo álbum de la banda. Asimismo, anunciaron una nueva gira llamada "Europrea", en la que actuarían en lugares como Santiago de Compostela, Madrid, Ginebra o Londres, entre otros.

## Discografía
- A Cuadrilla de Pepa a Loba (1994)
- ¡¡Está que te cajas!! (1996)
- Criatura (1997)
- Des Minutos (1998)
- Erecsiones Munisipales (1999)
- All Right Chicago (doble directo) (2000)
- Recambios Tucho (2001)
- Chicarrón (2004)
- Heredeiros da Crus - 20 aniversario (2012)
- Jard Rock Con Fe (2013)
- Derretidos (2019)
- Trankimasin (2025)